# Аукруг
Аукруг (нім. Aukrug) — громада в Німеччині, розташована в землі Шлезвіг-Гольштейн. Входить до складу району Рендсбург-Екернферде. Складова частина об'єднання громад Міттельгольштайн.
Площа — 49,9 км2. Населення становить 3854 ос. (станом на 31 грудня 2020).

## Галерея

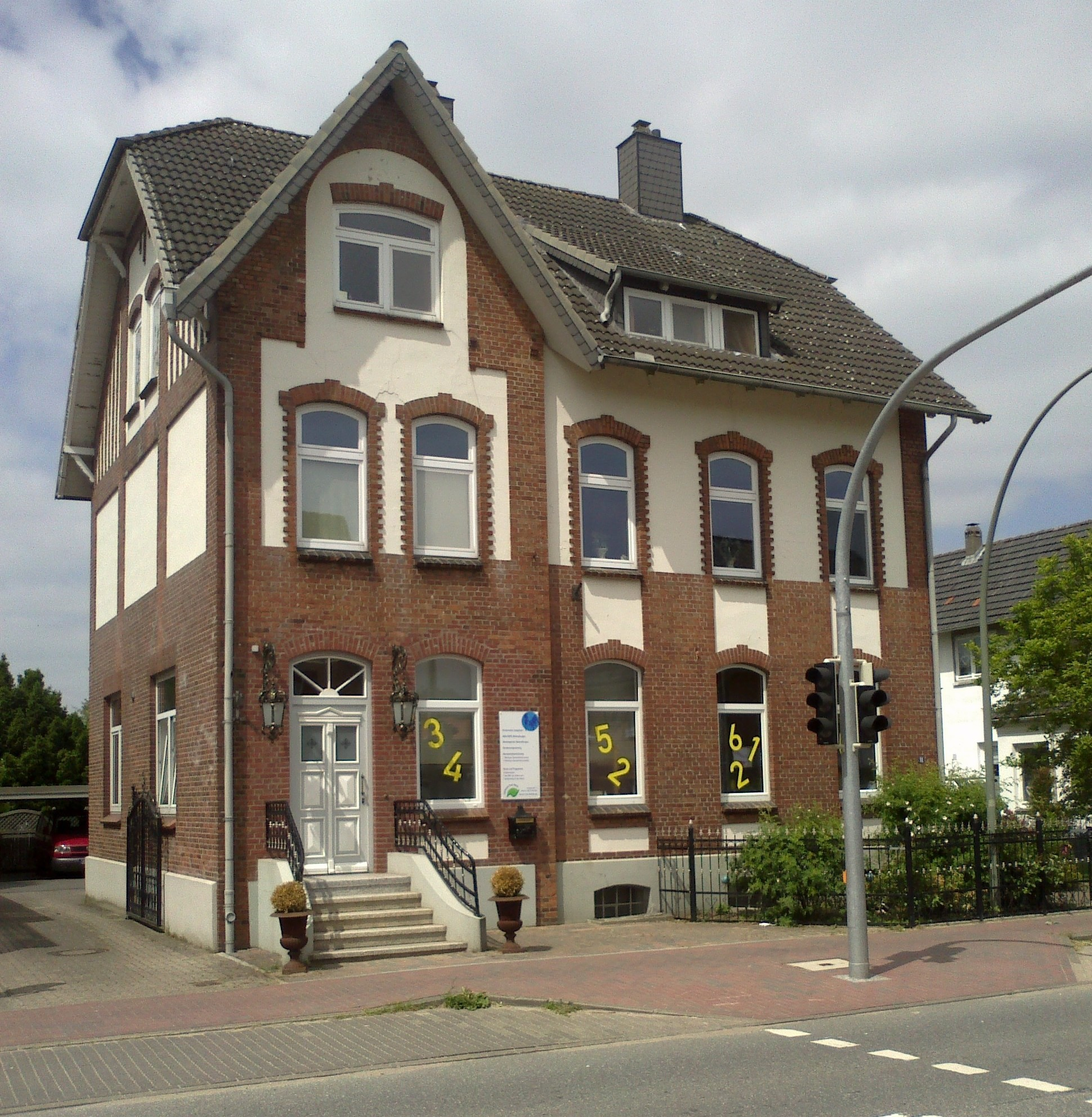
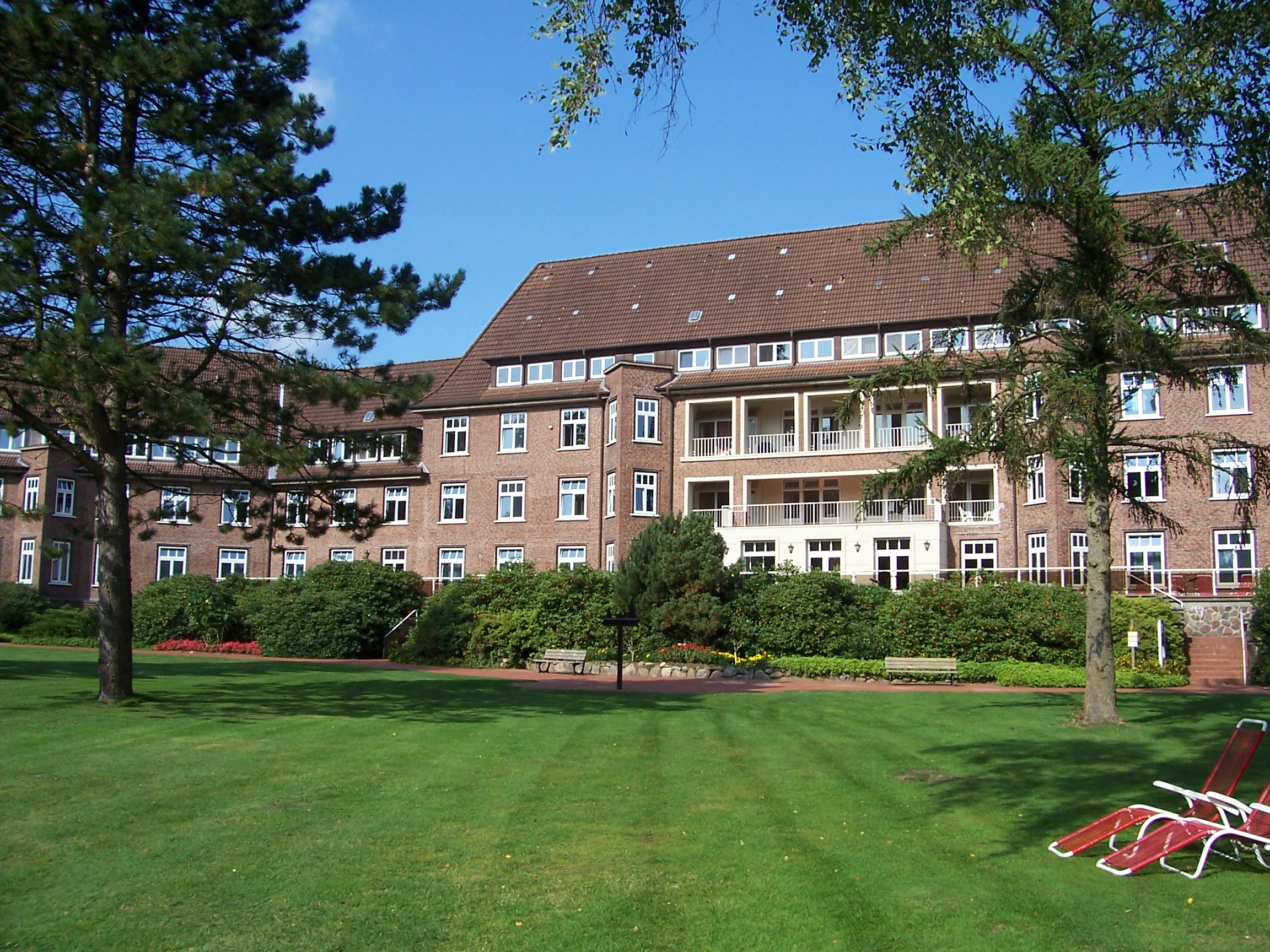
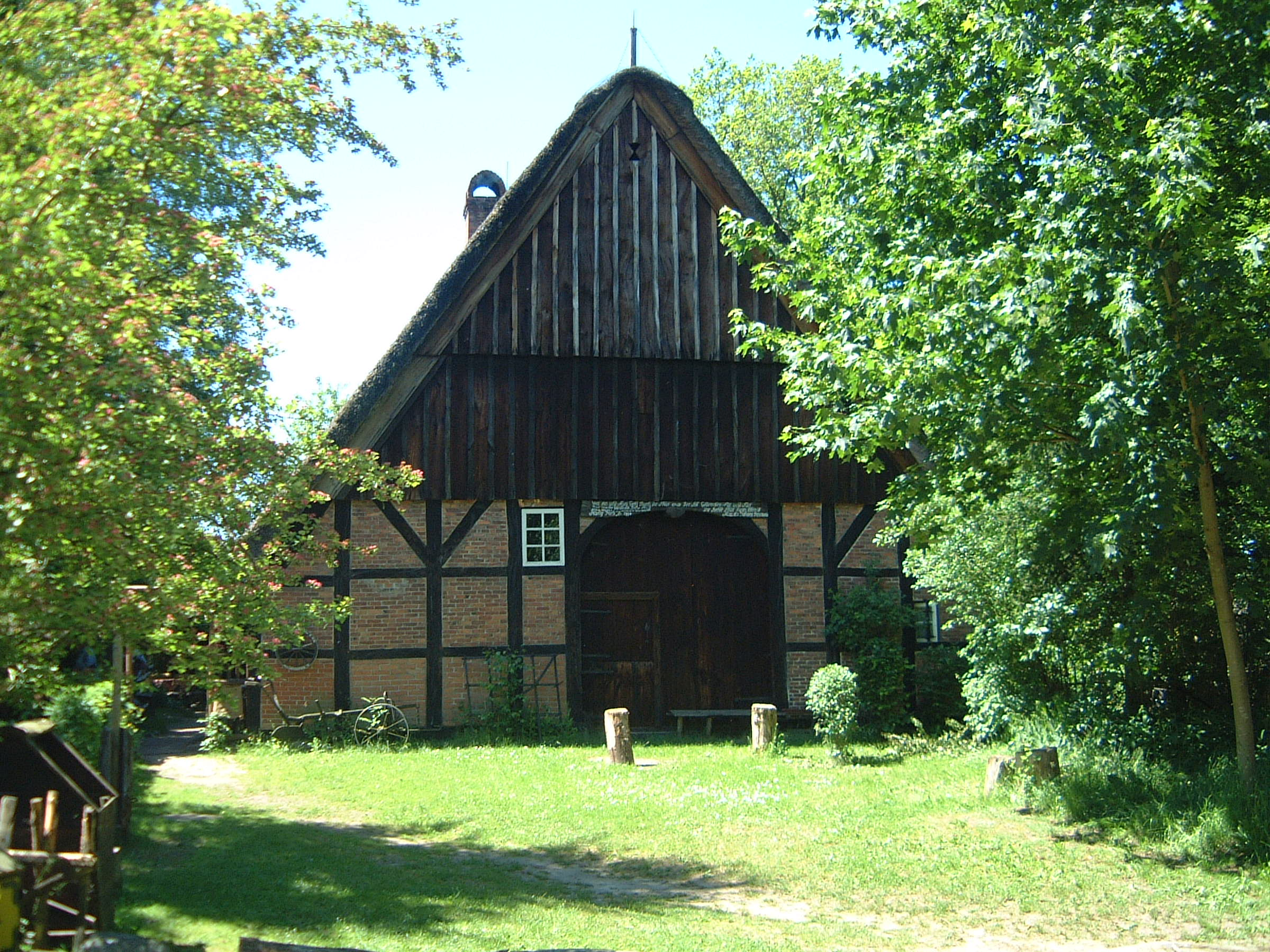